# Vince
A Vince a latin eredetű férfinév, a Vincentius rövidülése. Jelentése: győztes. Női párja Vincencia.

## Rokon nevek
Bence, Vincent

## Gyakorisága
Az 1990-es években igen ritka név, a 66-86. leggyakoribb férfinév.

## Névnapok
- január 22.[2]
- április 5.[2]
- április 9.[2]
- május 24.[2]
- július 19.[2]
- szeptember 27.[2]

## Híres Vincék
„Vince” utónevű személyek szócikkeinek listája a Wikidata alapján
- Adler Vincent (Adler Vince) magyar származású zongoraművész, zeneszerző
- Wartha Vince  kémikus
- Zaragozai Szent Vince a katolikus egyház szentje
- Páli Szent Vince a katolikus egyház szentje